# Chanson enfantine
Pour un article plus général, voir Musique pour enfants.
 (mars 2017).

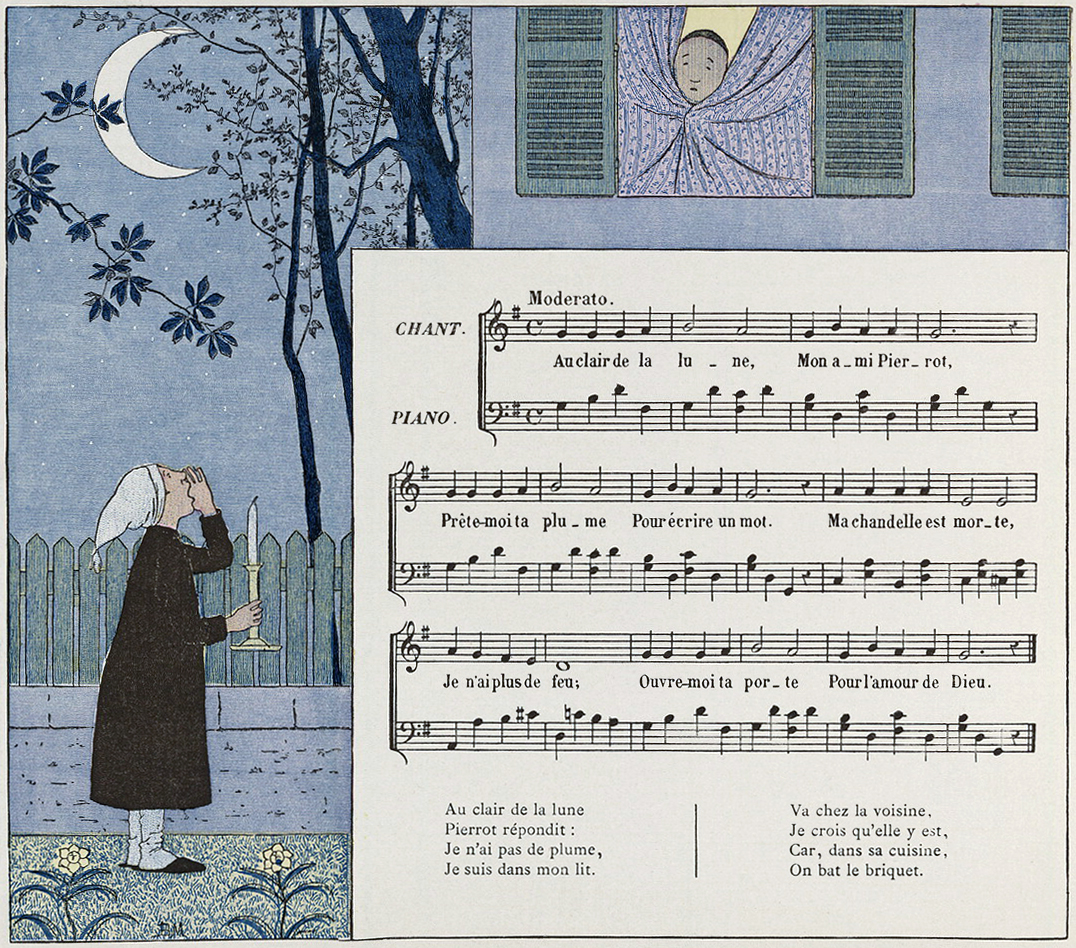
Illustration pour Au clair de la lune avec la musique par Louis-Maurice Boutet de Monvel.

Une chanson enfantine est une composition chantée qui est propre à l'enfance, qui rappelle l'enfant par son innocence et sa naïveté, qui est préparée à l'intention d'enfants ou, d'une production simple, qui est à la portée d'un enfant. De caractère populaire, d'inspiration sentimentale ou satirique, elle est divisée en couplets souvent agrémentés soit d'une ritournelle, soit plus récemment d'un refrain.
Pouvant être pédagogique ou destinée au jeu (comptine), elle accompagne aussi la danse ou le divertissement (ronde), elle peut juste raconter une histoire (ballade) ou aider à l'endormissement (berceuse).

## Rôle et origine
Cette approche se traduit principalement par la créativité verbale sous forme de jeu de mots et de rimes évoquant des situations insolites ou burlesques. Alors que les paroles des chansons enfantines ont en général un sens tout à fait innocent, nombre de celles qui appartiennent à la tradition européenne contiendraient des allusions à des événements historiques (L'Empereur, sa femme et le petit prince, ou Dansons la Capucine) ou seraient à l'origine des satires sociales ou politiques (Ballottant d'la queue et grignotant des dents, ou La Carmagnole). 
On appelle souvent abusivement "chansons enfantines" des chansons qui sont en fait des chansons pour adulte à double sens - même si les enfants pouvaient les écouter et les comprendre au premier sens. Comme le double sens n'est généralement plus compris de nos jours, beaucoup les prennent au premier sens apparent, bucolique, ce qui leur fait penser que ces chansons sont destinées aux enfants: citons par exemple Au clair de la lune, C'est la mère Michel, Jeanneton prend sa faucille, La Légende de Saint Nicolas, Nous n'irons plus au bois, À la pêche aux moules, Une souris verte, A la claire fontaine, Il court, il court le furet, Ne pleure pas Jeannette, Jean Petit qui danse, Sur le pont du nord.
Les chansons enfantines se retrouvent dans toutes les civilisations.
Certains relient, sans doute à tort, en tous cas sans preuve, les comptines à des formules magiques anciennes, remontant à époque où les nombres étaient craints pour leur signification mystique (comme de nos jours la superstition associée au nombre 13), supposant que, plutôt que de prononcer les nombres, on préférait réciter une litanie qui permettait de dénombrer des êtres chers ou les bêtes d'un troupeau tout en écartant le mauvais sort. Rien ne permet de faire un lien avec un patrimoine vieux tout au plus de quelques siècles à de tels rituels pré-chrétiens.
Les chansons de ce type consistent le plus souvent en un enchaînement de syllabes rythmées, véhiculant ou non un sens sémantique, et servant à accompagner divers moments de la journée et des activités des jeunes enfants.

### Repérage de temps ou de gestes
Certaines chansons enfantines servent à compter les temps lors de jeux tels que la corde à sauter ou l'élastique ainsi que les jeux de mains frappées à deux, par exemple Marabout, bout de ficelle et Un, deux, trois.
Exemples de chansons pour accompagner les jeux de balle
Marie-Madeleine

Va à la fontaine

Y lave ses mains

Les essuie les bien.
Exemples de chansons pour accompagner divers jeux de mains
- Croisements de bras à deux

Mademoiselle

Hirondelle

Artichaut

Tourne le rideau.
- Chatouillages

Ri, ri quat' souris

Auront chacune une tartine de lait boulli

Tout chaud, tout chaud.
- Jeu de kyrielles

### Formulettes d'élimination
Les comptines ou formulettes d'élimination servent généralement à choisir une personne pour un jeu : Ams tram gram, Une allumette en feu, Un petit cochon pendu au plafond, Une vache qui pisse dans un tonneau, la personne sur laquelle tombe la dernière syllabe étant celle désignée. Certaines commencent par Plouf, plouf, après quoi le compteur enchaîne avec Mais comme le roi et la reine ne le veulent pas ce ne sera pas toi ! ou Au bout de trois : un, deux, trois !. D'autres servent à désigner les membres d'une équipe, par exemple Chou, fleur, chou, fleur.

### Endormissement
Une telle chanson enfantine prend le nom de « berceuse ». Les berceuses françaises traditionnelles les plus connues sont Dodo, l'enfant do et Fais dodo, Colas mon p'tit frère. Une berceuse du nord de la France, P'tit Quinquin, est également devenue célèbre.

### Éducation par le jeu
Chanson enfantine servant d'exercice mnémotechnique pour favoriser l'appropriation ludique de mots ou de chiffres, utiles à l'apprentissage des langues ou des mathématiques. Par exemple :
- Un, deux, trois, nous irons au bois, pour apprendre les nombres de 1 à 12.

### Autres ritournelles
Exemples de ritournelles enfantines attestées au début du XXe siècle, composées à partir de prénoms ou de noms historiques :
Caroline, tine, tine, trompette sans allumettes.
Napoléon tout rond, flamique à z'oignons. (Nord de la France)

## Musique classique et chansons enfantines
Plusieurs compositeurs classiques ont intégré chansons enfantines et rengaines populaires dans certaines de leurs œuvres.
Par exemple, Gustav Mahler, dans sa Symphonie no 1, s'est approprié Frère Jacques ; Claude Debussy, dans Jardins sous la pluie, une de ses trois Estampes, utilise Dodo, l'enfant do et Nous n'irons plus au bois ; Igor Stravinsky adapta La Jambe en bois de Dranem dans Petrouchka ; Mozart popularisa quant à lui la mélodie (avec variations) de Ah ! vous dirai-je, maman.

## Liste de chansons enfantines

### En français
- À cheval gendarme
- À dada sur mon bidet
- Ah ! Les crocodiles
- Ah tu sortiras Biquette, Biquette
- Ah ! vous dirai-je, maman
- Ainsi font, font, font
- À la pêche aux moules
- Am stram gram
- Arlequin dans sa boutique
- Au feu, les pompiers !
- Bon voyage monsieur Dumollet
- Cadet Rousselle
- Coccinelle, demoiselle
- Colchiques dans les prés
- Dansons la capucine
- Doucement s'en va le jour
- Elle descend de la montagne à cheval
- L'Empereur, sa femme et le petit prince
- Frère Jacques
- Il était un petit navire
- Il pleut, il pleut, bergère
- J'ai du bon tabac
- J'aime la galette
- Je te tiens, tu me tiens par la barbichette
- La P'tite Hirondelle
- La Planète des bonbons
- La Tour prends garde
- Le Bon Roi Dagobert
- Le Fermier dans son pré
- Le Petit Bossu
- Maman les p'tits bateaux
- Mon âne
- Mon doudou magique
- Petit Garçon
- Pirouette cacahuète
- Pomme de reinette et pomme d'api
- Promenons-nous dans les bois / Loup y es-tu ?
- Sur le pont d'Avignon
- Tourne, tourne, petit moulin
- Trois Petits Chats
- Un, deux, trois, nous irons au bois
- Un éléphant qui se balançait
- Une poule sur un mur
- Une souris verte
- Un pied mariton

### En anglais
- Baby Shark
- Hey Diddle Diddle
- Humpty Dumpty
- Mary Had a Little Lamb (Mary avait un petit mouton)
- Old King Cole
- Old MacDonald Had a Farm
- Three Blind Mice (Trois souris aveugles)
- Polly Put the Kettle On (Polly, mets la bouilloire)
- Little Tommy Tucker
- Little Bo-Peep (Little Bo-Peep has lost her sheep)

### En italien
- Ambarabà ciccì coccò
- Cavallino arrì arrò

### En allemand
- Drei Chinesen mit dem Kontrabass

### En suédois
- Mors lilla Olle